# Antonio del Castillo y Aguado
Antonio del Castillo y Aguado (Iznate, 1834-Archena, 1870) fue un pintor español.

## Biografía
Nació en la localidad malagueña de Iznate el 14 de noviembre de 1834. Pintor de historia, estudió en Madrid bajo la dirección de Joaquín Espalter y en las clases dependientes de la Real Academia de San Fernando. En 1857 se trasladó por su cuenta a Italia, de donde regresó a España dos años más tarde, presentando en la primera Exposición Nacional que tuvo efecto un cuadro tomado del poema Los mártires, representando a Eudoro dormido en el bosque poco antes de ser encontrado por Cimodocea; obtuvo por este trabajo mención honorífica. En la siguiente Exposición, celebrada en 1862, presentó como estudio Un poeta en el siglo XVII, además de otro cuadro reproduciendo la Visión de Doña María de Padilla, siguiendo el romance que comienza:

Llora la hermosa Padilla

el desdichado suceso,

como esclava del Rey vivo

y como viuda del muerto, etc.

En 1864 tomó parte en la oposición verificada para nombrar dos pensionados en Roma por la pintura, ejecutando con tal motivo el cuadro de La resurrección de la hija de Jairo, que no habiendo sido agraciado con el premio, figuró más tarde en la Exposición Nacional del mismo año. Pintó también una Virgen del Carmen con destino a una iglesia de La Rioja; un Ecce-Homo y una Dolorosa de medio cuerpo y tamaño natural, además de un considerable número de retratos para particulares. Atacado de una cruel enfermedad, que comprometió su razón, falleció en los baños de Archena en mayo de 1870.